# Saison 4 de Secrets d'histoire
La quatrième saison de Secrets d'histoire est une émission de télévision historique présentée par Stéphane Bern.
Elle est diffusée du 4 au 25 août 2010 sur France 2.

## Principe de l’émission
Chaque numéro retrace la vie d'un grand personnage de l'Histoire et met en lumière des lieux hautement emblématiques du patrimoine.
Les émissions sont construites comme de véritables documentaires. Stéphane Bern présente l'émission et raconte, avec Isabelle Benhadj en voix off, la vie de personnages historiques traités. Des visites des lieux où ils ont vécu s'entremêlent également avec des interviews d'historiens et d'extraits de films illustrant les événements historiques.

## Liste des épisodes inédits
Pour sa troisième saison, Secrets d'histoire propose durant l'été 2010 une série de 4 numéros inédits consacrés à des femmes d'influence : Eugénie de Montijo, dernière impératrice de France, Anne d'Autriche, la mère de Louis XIV, Diane de Poitiers, favorite du roi Henri II, et la princesse Palatine.

L'historien Jean des Cars explique : 

« On a toujours mis les femmes au second plan car l’Histoire a privilégié le rôle des hommes qui livraient bataille. Or, elles ont souvent occupé une place de choix. Cette série leur rend justice. »

### Eugénie, la dernière impératrice
Description

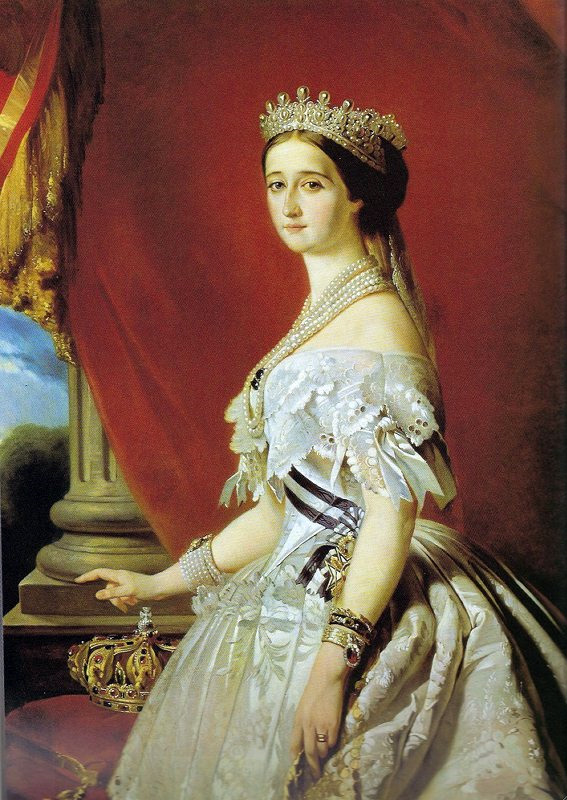
L'impératrice Eugénie par Franz Xaver Winterhalter (musée d'Orsay).

Ce numéro retrace le destin d’Eugénie de Montijo, épouse de Napoléon III et impératrice des Français de 1853 à 1870,.
L’émission revient sur son règne jusqu'à son exil en Angleterre après la défaite contre la Prusse et la fin du Second Empire. Le documentaire revient également sur son amitié avec la reine Victoria, les travaux d'Haussmann et de Garnier à Paris qu’elle supervisa ainsi que sur l’inauguration du canal de Suez.
L’émission fait enfin découvrir au téléspectateur les palais impériaux (Les Tuileries, Saint-Cloud, Fontainebleau et Compiègne), ses résidences de villégiatures (Biarritz et Cap Martin) et sa demeure à Farnborough en Angleterre.
Interrogé par le journal Le Monde, Stéphane Bern indique avoir ressenti une vive émotion lors de certains moments du tournage. Il déclare : « Dans le cadre du Secrets d'histoire consacré à l'impératrice Eugénie, on m'a apporté le sac de voyage de son fils, Louis Napoléon Bonaparte, mort en Afrique du Sud. Quand je l'ai ouvert, j'en ai eu la chair de poule ».

#### Diffusions
- France : 4 août 2010
- France : 19 décembre 2011[5]

#### Accueil critique
Le magazine Télé-Loisirs note : « L'incroyable destin de l'impératrice est formidablement relaté et richement illustré. Passionnant ! ».

#### Lieux de tournage
Parmi les lieux visités par l'émission, on retrouve notamment :
- La Chapelle impériale de Biarritz
- L'Opéra Garnier à Paris
- Le Palais de Compiègne
- Le Château de Pierrefonds
- Le musée Galliera
- Le Château de Fontainebleau[7],[8]

#### Liste des principaux intervenants
- Jean Des Cars - historien et biographe
- Michel de Decker - historien
- Véronique Belloir - conservatrice mode et textile Musée des Arts Décoratifs
- Odile Nouvel - conservatrice des départements 19ème Musée des Arts Décoratifs
- Patrice de Moncan - historien
- Laure Chabanne - conservatrice du musée du Second Empire de Compiègne
- Christina Egli - conservateur en chef du musée Arenenberg en Suisse
- William Smith - historien et biographe
- Alexandre de La Cerda - historien
- Alain Puyau - historien
- Roy Hopper - historien
- Anne Zazzo - conservateur en chef du musée Galliera[7],[8]

### Diane de Poitiers, la reine des favorites
Description

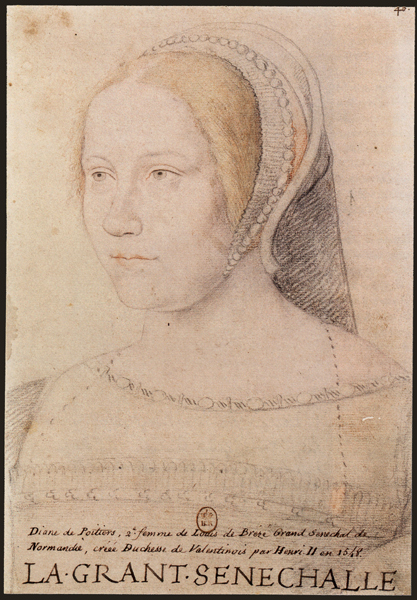
Portrait de Diane de Poitiers, Bibliothèque nationale de France.

Ce numéro retrace le destin de la duchesse Diane de Poitiers, l'une des grandes figures féminines de l'histoire de France, et qui fut la favorite du roi Henri II de 1547 à 1559.
L’émission revient notamment sur sa rencontre avec Henri II, auprès de qui elle exerce tout d’abord le rôle de gouvernante, son idylle avec le roi de France ainsi que la jalousie qu’éprouve Catherine de Médicis via à vis de leur couple.
Le documentaire brosse le portrait d’une femme ambitieuse, arriviste et cupide, qui tente d'orienter la politique du royaume à son seul bénéfice, mais qui était également une grande sportive (elle pratiquait notamment la natation et l’équitation).

#### Première diffusion
- France : 11 août 2010

#### Accueil critique
Le magazine Télé-Loisirs note : « La formidable personnalité de la plus-que-reine est bien abordée mais l'ensemble est un peu décousu ».

#### Lieux de tournage
Parmi les lieux visités par l'émission, on retrouve notamment :
- Le Château d'Anet
- Le musée national de la Renaissance à Ecouen
- Le Musée de la Mode et des Arts décoratifs à Paris[12],[13].

#### Liste des principaux intervenants
- Michel De Decker - historien et biographe
- Franck Ferrand - historien
- Pierre Behar - écrivain
- Michèle Bimbenet Privat - conservatrice en chef du musée d'Ecouen.
- Jean Ceard - historien de la médecine
- Evelyne Beriot Salvadore - écrivaine
- Docteur Patrice Josset - historien de la médecine.
- Bruno Galland - conservateur général des Archives Nationales.
- Nicolas Le Roux - historien
- Éliane Viennot - écrivaine
- Laurence Mugnot - restauratrice[12],[13].

### La Palatine, une commère à la cour de Louis XIV
Description

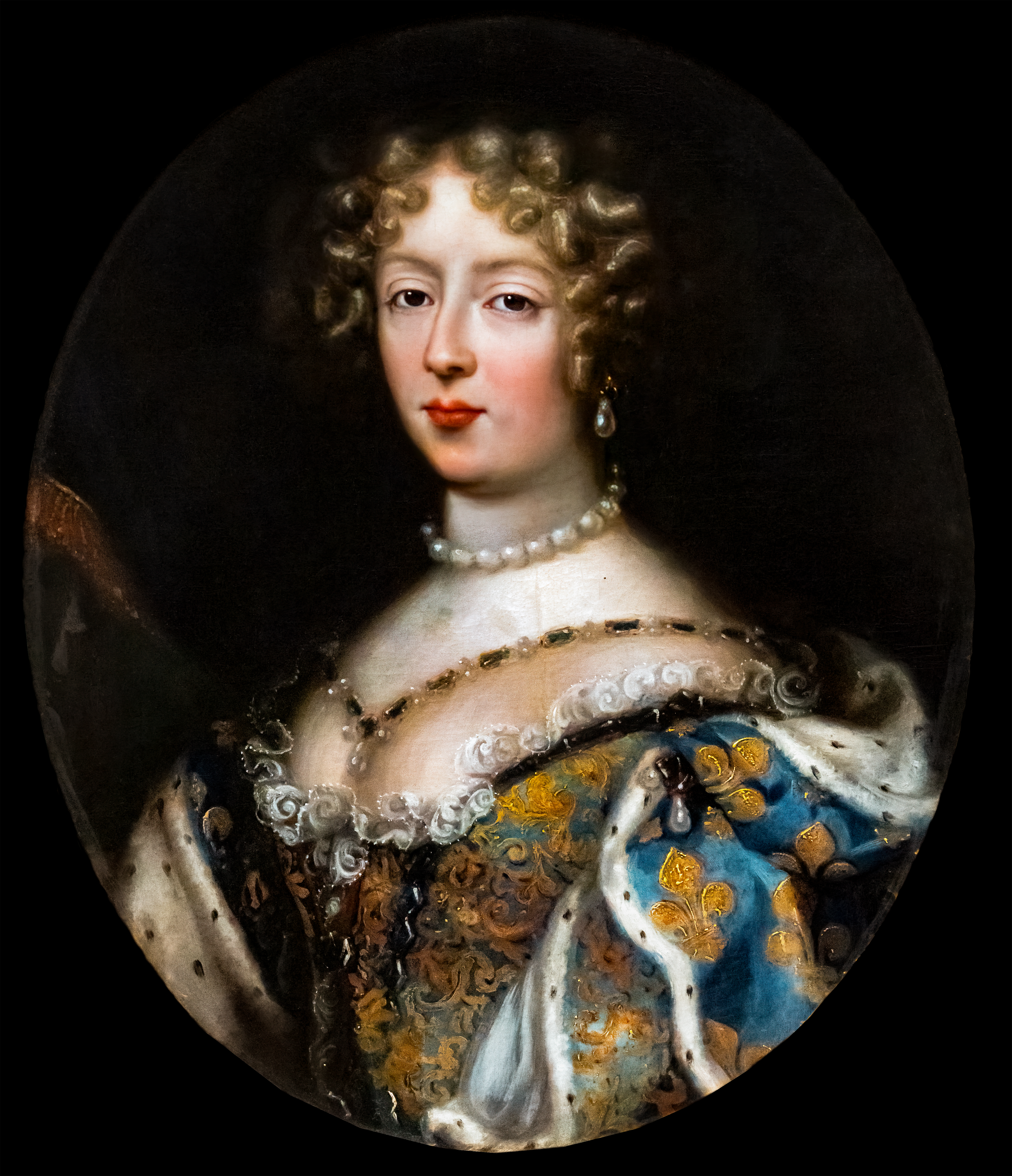
Portrait d'Élisabeth-Charlotte - Pierre Mignard

Ce numéro retrace le destin d’Élisabeth-Charlotte de Bavière, princesse du Palatinat et épouse de Philippe d’Orléans.
L’émission revient sur son arrivée à la cour de Versailles à l’âge de 19 ans, son mariage avec Philippe d’Orléans, le frère du roi Louis XIV, ainsi que la correspondance abondante qu’elle entretenait avec ses proches.
Le documentaire brosse le portrait d’une femme au franc-parler redoutable et à la langue fleurie, qui écrivit soixante mille lettres, sans complaisance, sur les travers et la vie quotidienne de la famille royale.

#### Première diffusion
- France : 18 août 2010

#### Accueil critique
L'Obs note que l'émission est « une véritable mine d'informations sur la vie à la cour. Pièces de théâtre, concerts, chasses à courre, intrigues, parties fines… tout y est relaté avec une truculence et un franc-parler très rabelaisien… ».
De son côté, le magazine Télé-Loisirs note : « Ce document richement illustré et émaillé de nombreuses anecdotes révèle une personnalité étonnante ».

#### Lieux de tournage
Parmi les lieux visités par l'émission, on retrouve notamment :
- Le Château de Heidelberg
- Le Palais de Herrenhausen
- Le Château de Saint-Cloud
- Le Château de Villers-Cotterêts
- Le Château de Marly[17],[18]

#### Liste des principaux intervenants
- Évelyne Lever - historienne
- Françoise Hamel - écrivaine
- Jacqueline Duchene - historienne
- Andréa Lorenz - historienne et guide au château de Heidelberg
- Didier Godard - historien
- Ronald Clarck - conservateur du domaine de Herrenhausen
- Juliette Benzoni – romancière
- Raphaël Masson - conservateur au château de Versailles
- Jean-Christian Petitfils - historien
- Stanis Perez - historien
- Rosine Lagier - écrivain
- Jacqueline Duchene - historienne
- Pascale Gorguet Ballesteros - conservateur en chef du patrimoine au musée Galliera.
- Jean-Paul Desprat – écrivain
- Jean François Bege – écrivain
- Jacqueline Queneau - sociologue et historienne de l'art[17],[18]

### Anne d'Autriche, mystérieuse mère du Roi Soleil
Description

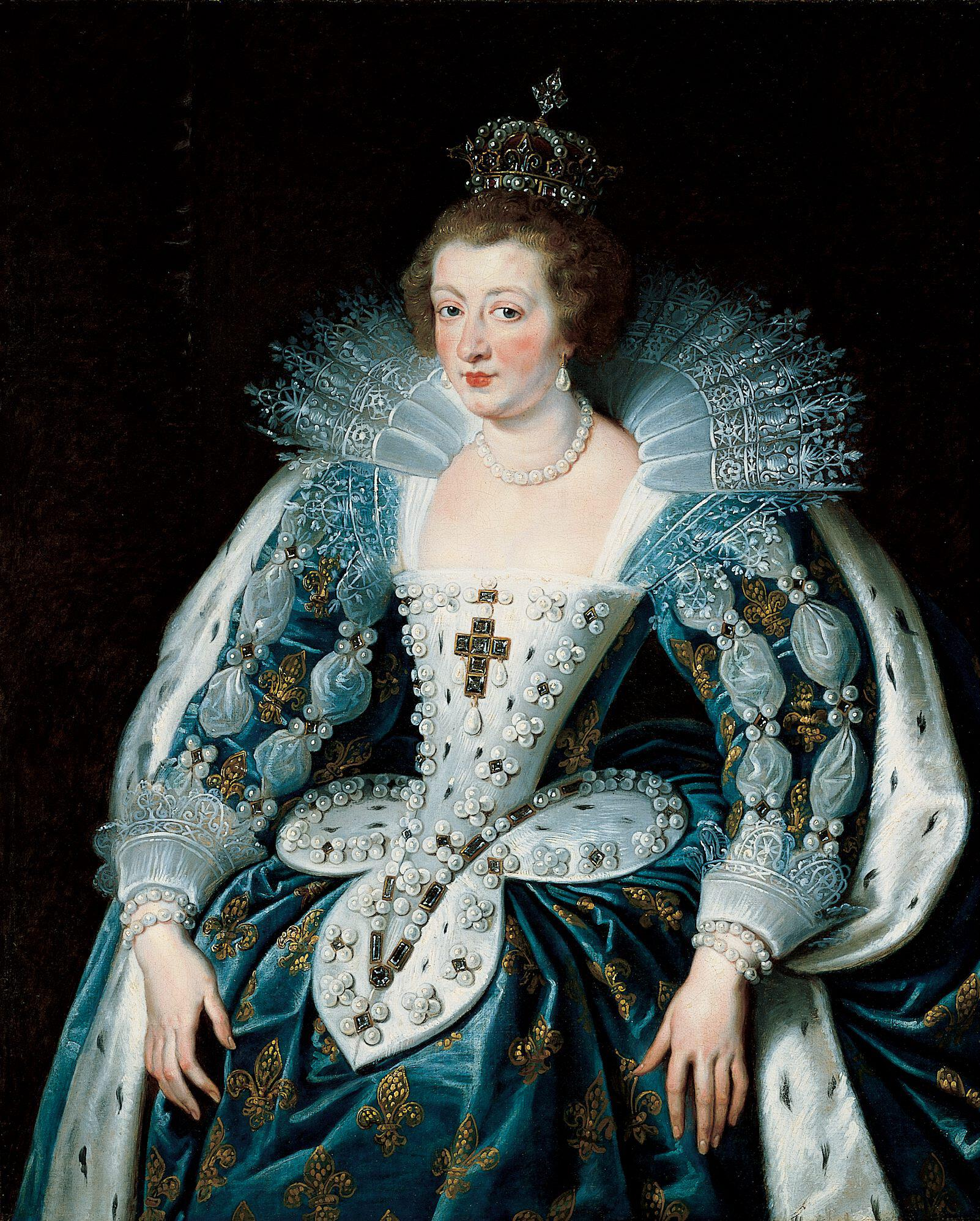
Anne d'Autriche en costume de sacre (portrait des années 1620).

Ce numéro retrace le destin d’Anne d’Autriche, qui fut reine de France de 1615 à 1643 en tant qu’épouse de Louis XIII, puis régente du royaume pendant la minorité de son fils Louis XIV de 1643 à 1651.
L’émission retrace les grandes étapes de sa vie, notamment son mariage avec le jeune Louis XIII à l’âge de quatorze ans, ses premières années à la cour durant lesquelles elle est restée dans l'ombre de Marie de Médicis ou encore sa rivalité avec le cardinal de Richelieu qu'elle détestait.
Le documentaire brosse également le portrait d’une régente efficace, qui parvint à maintenir son autorité pendant la période de troubles que connut la France pendant la Fronde, avant de laisser ensuite le pouvoir à son fils.

#### Première diffusion
- France : 25 août 2010

#### Accueil critique
Le magazine Télé-Loisirs note : « Un épisode passionnant qui fait alterner avec beaucoup de brio grande histoire et anecdotes ».
De son côté, le site herodote.net note : « L'ensemble sonne juste et se laisse voir avec plaisir. On peut faire la fine bouche devant des effets faciles et quelque peu racoleurs. On peut aussi, comme nous, se réjouir de ce qu'une telle émission communique le goût de l'Histoire au plus grand nombre ».

#### Lieux de tournage
Parmi les lieux visités par l'émission, on retrouve notamment :
- L'Abbaye du Val-de-Grâce
- Le Château de Versailles
- Le Château de Breteuil
- Le Château de Fontainebleau
- Le Château de Marsan dans le Gers
- Le Château de Saint-Germain-en-Laye[22]
- Le Monastère des Déchaussées royales à Madrid[23]

#### Liste des principaux intervenants
- Béatrix de L'Aulnoit - écrivaine et journaliste
- Jean Christian Petitfils - historien
- Évelyne Lever - historienne
- Philippe Alexandre - écrivain et journaliste
- Claude Dulong - historienne et biographe
- Pierre Combescot – écrivain
- Simone Bertière – historienne
- Michel Carmona - historien
- Claude Schopp – écrivain
- Odile Bordaz – historienne
- Jean François Dubost – historien et biographe
- Bartolomé Bennassar – historien
- Maria José Del Rio Barredo – historienne
- Françoise Hildescheimer - historienne
- Benoist Pierre – historien
- Jean-Noël Jeanneney - historien
- Patrick Michel - historien
- Hubert Vedrine - ancien ministre des Affaires Etrangères
- Jean Pierre Bachelon - historien
- Jean-Michel Delacomptée - écrivain
- Danièle Mormiche – historienne
- Jacqueline Duchene - historienne[23],[24]

## Diffusion
En 2010, les émissions durent plus d'une heure et demie et sont diffusées en première partie de soirée sur France 2.

## Audiences
| Rang | Première diffusion | Titre                                           | Description                                                                               | Nombre de téléspectateurs | Part d'audience |
| ---- | ------------------ | ----------------------------------------------- | ----------------------------------------------------------------------------------------- | ------------------------- | --------------- |
| 1    | 4 août 2010        | Eugénie, la dernière impératrice                | Portrait d'Eugénie de Montijo, devenue impératrice des Français en épousant Napoléon III. | 3 000 000                 | 15%             |
| 2    | 11 août 2010       | Diane de Poitiers, la reine des favorites       | Portrait de Diane de Poitiers, gouvernante royale devenue maîtresse du roi Henri II.      | 2 600 000                 | 13%             |
| 3    | 18 août 2010       | La Palatine, une commère à la cour de Louis XIV | Portrait d'Élisabeth-Charlotte de Bavière, belle-sœur de Louis XIV.                       | 2 900 000                 | 14%             |
| 4    | 25 août 2010       | Anne d'Autriche, mystérieuse mère du Roi Soleil | Portrait d'Anne d'Autriche, mère de Louis XIV.                                            | 3 200 000                 | 15.5%           |

Légende :
- Meilleurs scores de la saison.
- Moins bons scores de la saison.